# Ghiacciaio Cornwall
Il ghiacciaio Cornwall  è un ghiacciaio lungo 9 miglia nautiche (17 km), che fluisce verso sud dal Passo Crossover nella Catena di Shackleton, nella Terra di Coats in Antartide. Il ghiacciaio va a confluire nel ghiacciaio Recovery a est del Ram Bow Bluff.
Fu mappato per la prima volta da parte della Commonwealth Trans-Antarctic Expedition (CTAE) nel 1957 e ricevette questa denominazione in onore del generale James Handyside Marshall-Cornwall, membro del "Committee of Management" della Commonwealth Trans-Antarctic Expedition, 1955-58.